# Paranura millsi
Paranura millsi är en urinsektsart som beskrevs av Christiansen och Bellinger 1980. Paranura millsi ingår i släktet Paranura och familjen Neanuridae. Inga underarter finns listade i Catalogue of Life.